# Loch Gairloch
Loch Gairloch är en vik i Storbritannien. Den ligger i kommunen Highland i nordvästra Skottland.
I södra delen finns viken Loch Shieldaig, som är en av två vikar med detta namn i kommunen  Highland.
Klimatet i området är tempererat. Årsmedeltemperaturen i trakten är 5 °C. Den varmaste månaden är augusti, då medeltemperaturen är 12 °C, och den kallaste är januari, med −2 °C.